# Саранчовка (Зеньковский район)

Саранчовка (укр. Саранчівка) — село,
Пышненковский сельский совет,
Зеньковский район,
Полтавская область,
Украина.
Код КОАТУУ — 5321385305. Население по переписи 2001 года составляло 200 человек.

## Географическое положение
Село Саранчовка находится на расстоянии в 1 км от сёл Должик, Тимченки и Холодовщина.
По селу протекает пересыхающий ручей с запрудой.

## История
Есть на карте 1869 как Саранчево
Официальное название на 1912 год Никольско-Степановка (Саранчевка)

## Объекты социальной сферы
- Школа I ст.
- Фельдшерско-акушерский пункт.

## Известные люди
В селе родился Герой Советского Союза Михаил Саранча.